# K3 en het magische medaillon
K3 en het magische medaillon is een Vlaamse kinderfilm uit 2004 met K3 in de hoofdrol. De film, naar het scenario van Hans Bourlon, Danny Verbiest en Gert Verhulst, werd geregisseerd door Indra Siera.

## Verhaal
Gazpacho, een grote crimineel, geeft zijn handlangers, Rode Tijger en Zwarte Panter, de opdracht het Washabi-medaillon te stelen. Het is ooit van de Egyptische Farao Washabi geweest, maar later gevonden door een ontdekkingsreiziger. Hij heeft het verstopt in zijn huisje.
Maar dat huisje is net verkocht aan K3 en zij weten niets van het medaillon af. Als ze het vinden weten ze eerst niet dat ze er wensen mee kunnen laten uitkomen, maar later merken ze het. Ondertussen proberen Rode Tijger en Zwarte Panter nog steeds om het medaillon te pakken te krijgen.

## Rolverdeling
| Acteur          | Personage     |
| --------------- | ------------- |
| Karen Damen     | Karen         |
| Kristel Verbeke | Kristel       |
| Kathleen Aerts  | Kathleen      |
| Paul de Leeuw   | Geest         |
| Peter Rouffaer  | Gazpacho      |
| Eddy Vereycken  | Rode Tijger   |
| Daisy Ip        | Zwarte Panter |